# Inevitável
Inevitável é o nono álbum de estúdio da dupla sertaneja Bruno & Marrone, lançado em novembro de 2003 pela BMG.
Seu repertório inclui sucessos como "Vai Dar Namoro", "Deixa", "Doce Desejo" (com Claudia Leitte), "Inevitável" e "Será". Devido ao sucesso no álbum anterior, a canção "Ligação Urbana" foi incluída neste disco, em uma versão inédita ao vivo, gravada no show de aniversário de Mogi das Cruzes, em outubro do mesmo ano.
Com o lançamento de Inevitável, o sucesso não só se repetiu, como se ampliou. O primeiro single, "Vai Dar Namoro", ficou na primeira colocação entre as mais tocadas por sete semanas consecutivas e entre as cinco mais por 24 semanas. A segunda faixa de trabalho, "Deixa", seguiu o mesmo caminho, e em pouco tempo uma terceira música foi para as rádios, "Será". Na semana de 22 a 28 de julho, as duas músicas apareciam entre as 25 mais tocadas em São Paulo, segundo o instituto de pesquisa Nopem.
No mesmo período, Inevitável estava em segundo lugar entre os discos mais vendidos na capital paulista. Até mesmo no Rio de Janeiro, cidade sem muita tradição de música sertaneja, Bruno & Marrone apareciam bem, figurando numa ótima nona posição. Somados, Inevitável e Sonhos, Planos, Fantasias, até julho de 2004, venderam mais de um milhão de cópias, sendo 800 mil só do último trabalho da dupla. Segundo a BMG, Inevitável vendeu por mês mais de 70 mil cópias, o que equivale, segundo as novas regras da ABPD, a um disco de ouro a cada 30 dias.
O disco superou a marca de 1.000.000 de cópias vendidas, garantindo à dupla seu segundo disco de diamante.

## Lista de faixas
| N.º            | Título                                       | Compositor(es)                           | Duração |  |
| 1.             | "Será (Sera)"                                | Franco de Vita (versãoː Cláudio Rabello) | 4ː45    |  |
| 2.             | "Vai Dar Namoro"                             | Chico Amado / Dedé Badaró                | 3ː56    |  |
| 3.             | "Deixa"                                      | Bruno                                    | 3ː44    |  |
| 4.             | "É Você Que Eu Amo"                          | Bruno / Felipe / João Victor             | 3ː47    |  |
| 5.             | "Pra Lá Que Eu Vou"                          | Bruno / Felipe / João Victor             | 2ː51    |  |
| 6.             | "Sonhos Perdidos"                            | Bruno / Elias Muniz                      | 4ː03    |  |
| 7.             | "Trânsito Parado"                            | Luiz Cláudio / Giuliano                  | 3ː31    |  |
| 8.             | "Doce Desejo" (part. Claudia Leitte)         | Bruno / Felipe / Falcão                  | 3ː34    |  |
| 9.             | "Apaziguar"                                  | Alexandre / Darci Rossi / Roberto Merli  | 3ː08    |  |
| 10.            | "Se Não Tivesse Ido (Si No Te Hubieras Ido)" | Marco Antonio Solís (versãoː Bruno)      | 4ː25    |  |
| 11.            | "Você Não Me Ensinou a Te Esquecer"          | Fernando Mendes / José Wilson / Lucas    | 4ː11    |  |
| 12.            | "Inevitável"                                 | Zé Henrique                              | 3ː51    |  |
| 13.            | "Coração de Pedra"                           | Bruno / Felipe                           | 4ː04    |  |
| 14.            | "Foi Engano"                                 | Bruno / Felipe / João Victor             | 3ː46    |  |
| 15.            | "Ligação Urbana (Ao Vivo)"                   | Jailton / Paschoal                       | 3ː46    |  |
| Duração total: | Duração total:                               | Duração total:                           | 57:20   |  |

## Certificações
| País          | Certificação | Data | Certificado de vendas |
| ------------- | ------------ | ---- | --------------------- |
| Brasil - ABPD | Diamante     | 2003 | 1.000.000             |